# Sidymella angulata
Sidymella angulata es una especie de araña del género Sidymella, familia Thomisidae.

## Distribución
Esta especie se encuentra en Nueva Zelanda.

## Taxonomía
Fue descrita por Urquhart en 1885.
Tratamiento taxonómico
La especie aparece registrada y publicada en On the spiders of New Zealand. Transactions and Proceedings of the New Zealand Institute 17: 31–53, pl. 9–11.